# Geghamavan
Geghamavan (armeniska: Գեղամավան) är en ort i Armenien. Innan orten bytte namn 1946 hette den Sjahriz (Շահրիզ). Den ligger i provinsen Gegharkunik, i den centrala delen av landet, 50 kilometer nordost om huvudstaden Jerevan. Geghamavan ligger 1 849 meter över havet och antalet invånare är 1 597.
Terrängen runt Geghamavan är kuperad norrut, men söderut är den platt. Närmaste större samhälle är Sevan, 5,4 kilometer öster om Geghamavan. 
Trakten runt Geghamavan består till största delen av jordbruksmark. Runt Geghamavan är det ganska tätbefolkat, med 72 invånare per kvadratkilometer.